# Shirley Knight
Shirley Enola Knight (* 5. Juli 1936 in Goessel, Kansas; † 22. April 2020 in San Marcos, Texas) war eine US-amerikanische Schauspielerin.

## Leben und Karriere
Shirley Knight debütierte als Schauspielerin Mitte der 1950er-Jahre und kam in den folgenden Jahren allmählich zu Bekanntheit. Für ihre Nebenrolle in dem Film Das Dunkel am Ende der Treppe (1960) wurde sie für den Oscar und den Golden Globe Award, jeweils als Beste Nebendarstellerin, nominiert. Für ihre Darstellung in dem Drama Süßer Vogel Jugend nach einem Theaterstück von Tennessee Williams folgte 1963 ihre zweite Nominierung für den Oscar als Beste Nebendarstellerin. In dem Filmdrama Liebe niemals einen Fremden (1969) von Francis Ford Coppola spielte sie neben James Caan eine der Hauptrollen.
In dem Filmdrama Endlose Liebe (1981) von Franco Zeffirelli spielte sie Ann Butterfield, die Mutter von Jade Butterfield, die von Brooke Shields dargestellt wurde. Für diese Rolle wurde Knight für die Goldene Himbeere nominiert. Für ihre Rolle in dem Fernsehfilm Unter Anklage – Der Fall McMartin (1995) gewann sie den Golden Globe und den Emmy Award. In der oscarprämierten Komödie Besser geht’s nicht (1997) war sie als Mutter von Helen Hunt zu sehen. In dem Film Die göttlichen Geheimnisse der Ya-Ya-Schwestern (2002) spielte sie Necie Rose Kelleher, eine Freundin der Mutter von Sidda Lee Walker, die Sandra Bullock darstellte. In den Komödien Der Kaufhaus Cop (2009) und Der Kaufhaus Cop 2 (2015) verkörperte Knight die Mutter der von Kevin James gespielten Hauptfigur.
Neben Filmrollen trat Knight außerdem seit den späten 1950er-Jahren in diversen Fernsehserien auf; für ihre Rolle von Agnes Cantwell in der Folge Large Mouth Bass der Serie NYPD Blue gewann sie im Jahr 1995 den Emmy Award. Für ihren Gastauftritt in der Serie Law & Order war sie 1992 für den Emmy Award nominiert. Zu Beginn der zweiten Staffel der US-amerikanischen Fernsehserie Desperate Housewives spielte sie die trauernde Mutter von Rex van de Kamp, in der sie ihrer gehassten Schwiegertochter Bree auf die Nerven geht. Für diese Nebenrolle wurde sie 2006 für den Emmy in der Kategorie Gastdarstellerin in einer Comedyserie nominiert. Für die vierte Staffel von Desperate Housewives kehrte sie nochmal zu der Serie zurück. Insgesamt umfasst ihr filmisches Schaffen mehr als 175 Film- und Fernsehproduktionen bis einschließlich 2015.
Neben ihren Film- und Fernsehrollen galt Knight als profilierte Bühnenschauspielerin. Im Jahr 1976 gewann Knight für ihre Rolle in dem Theaterstück Kennedy’s Children den Tony Award, und 1997 war sie für ihre Rolle in dem Stück The Young Man from Atlanta für den Tony Award nominiert.
Knight war von 1959 bis 1969 mit Eugene Persson verheiratet, von 1969 bis 1998 mit John Hopkins. Sie hatte jeweils eine Tochter aus jeder der Ehen; die 1965 geborene Kaitlin Hopkins ist ebenfalls Schauspielerin. Shirley Knight starb im April 2020 im Alter von 83 Jahren in Texas.

## Filmografie (Auswahl)
- 1955: Picknick (Picnic)
- 1959: Tausend Meilen Staub (Rawhide, Fernsehserie, Folge 1x21)
- 1959: Fünf Tore zur Hölle (Five Gates to Hell)
- 1959–1960: Hawaiian Eye (Fernsehserie, 3 Folgen)
- 1959, 1961: Bronco (Fernsehserie, 2 Folgen)
- 1960: Titanen (Ice Palace)
- 1960: 77 Sunset Strip (Fernsehserie, Folge 2x31)
- 1960: Das Dunkel am Ende der Treppe (The Dark at the Top of the Stairs)
- 1960–1962: Surfside 6 (Fernsehserie, 3 Folgen)
- 1961: Maverick (Fernsehserie, Folge 4x20)
- 1962: … immer Punkt 7 (The Couch)
- 1962: Süßer Vogel Jugend (Sweet Bird of Youth)
- 1962: Revolte in Block A (House of Women)
- 1962, 1965: Die Leute von der Shiloh Ranch (The Virginian, Fernsehserie, 2 Folgen)
- 1964: Wir warten in Ashiya (Flight from Ashiya)
- 1964: Preston & Preston (The Defenders, Fernsehserie, Folge 4x12)
- 1964–1966: Auf der Flucht (The Fugitive, Fernsehserie, 3 Folgen)
- 1966: Die Clique (The Group)
- 1966: Dutchman
- 1967: Invasion von der Wega (The Invaders, Fernsehserie, Folge 2x03)
- 1967: Der Einzelgänger (The Outsider, Fernsehfilm)
- 1968: Schatten über Elveron (Shadow Over Elveron, Fernsehfilm)
- 1968: Killer auf Befehl (The Counterfeit Killer)
- 1968: Petulia
- 1969: Liebe niemals einen Fremden (The Rain People)
- 1971: Secrets
- 1973: Die Straßen von San Francisco (The Streets of San Francisco, Fernsehserie, Folge 1x18)
- 1974: 18 Stunden bis zur Ewigkeit (Juggernaut)
- 1974: Dr. med. Marcus Welby (Marcus Welby, M.D., Fernsehserie, Folge 6x10)
- 1975: Barnaby Jones (Fernsehserie, Folge 3x19)
- 1975: Friendly Persuasion (Fernsehfilm)
- 1975: Tödliche Diagnose (Medical Story, Fernsehfilm)
- 1976: Die 21 Stunden von München (21 Hours at Munich, Fernsehfilm)
- 1979: Jagd auf die Poseidon (Beyond the Poseidon Adventure)
- 1980: Spiel um Zeit (Playing for Time, Fernsehfilm)
- 1981: Die unglaublichen Geschichten von Roald Dahl (Tales of the Unexpected, Fernsehserie, Folge 4x05)
- 1981: Endlose Liebe (Endless Love)
- 1982: Teuflische Signale (The Sender)
- 1983: Prisoners
- 1985, 1987: Spenser (Spenser: For Hire, Fernsehserie, 2 Folgen)
- 1987: Beverly Hills Boys Club (Billionaire Boys Club, Miniserie)
- 1987, 1990: Die besten Jahre (Thirtysomething, Fernsehserie, 2 Folgen)
- 1989, 1990: Mord ist ihr Hobby (Murder, She Wrote, Fernsehserie, 2 Folgen)
- 1990: Matlock (Fernsehserie, Folge 5x01)
- 1991: Stunden der Angst (Bump in the Night, Fernsehfilm)
- 1991: Im Schatten des Zweifels (Shadow of a Doubt, Fernsehfilm)
- 1991: Devil’s Child – In den Fängen des Teufels (To Save a Child, Fernsehfilm)
- 1991: Law & Order (Fernsehserie, Folge 2x02)
- 1993: L.A. Law – Staranwälte, Tricks, Prozesse (L.A. Law, Fernsehserie, Folge 7x13)
- 1993: Mein Herz will Rache (Desperate Justice, Fernsehfilm)
- 1994: Color of Night
- 1994: Eine Mutter verkauft ihr Baby (Baby Brokers, Fernsehfilm)
- 1994: Kampf einer Mutter (The Yarn Princess, Fernsehfilm)
- 1995: New York Cops – NYPD Blue (NYPD Blue, Fernsehserie, Folge 2x12 Large Mouth Bass)
- 1995: Stuart Stupid – Eine Familie zum Kotzen (Stuart Saves His Family)
- 1995: Unter Anklage – Der Fall McMartin (Indictment: The McMartin Trial, Fernsehfilm)
- 1995: Ein Engel für Sam (Dad, the Angel & Me, Fernsehfilm)
- 1996: Wenn Herzen brechen (A Promise to Carolyn, Fernsehfilm)
- 1996: Diabolisch (Diabolique)
- 1996: Haus der stummen Schreie (If These Walls Could Talk, Fernsehfilm)
- 1996: Stimmen aus dem Grab (The Uninvited, Fernsehfilm)
- 1997: Wait till Dawn – Warte bis es dunkel wird… (Little Boy Blue)
- 1997: Gefangene des Hasses (Convictions, Fernsehfilm)
- 1997: Besser geht’s nicht (As Good as It Gets)
- 1998: The Wedding (Fernsehfilm)
- 1998: Ein Herz für Brittany (A Father for Brittany, Fernsehfilm)
- 1998: Geborgtes Glück (A Marriage of Convenience, Fernsehfilm)
- 1998–1999: Maggie (Maggie Winters, Fernsehserie, 16 Folgen)
- 2001: Macht der Begierde (The Center of the World)
- 2001: Angel Eyes
- 2001, 2003: Law & Order: Special Victims Unit (Fernsehserie, 2 Folgen)
- 2002: The Salton Sea
- 2002: Die göttlichen Geheimnisse der Ya-Ya-Schwestern (Divine Secrets of the Ya-Ya Sisterhood)
- 2002: Ally McBeal (Fernsehserie, Folge 5x14)
- 2002: Emergency Room – Die Notaufnahme (ER, Fernsehserie, Folge 9x03)
- 2004: Crossing Jordan – Pathologin mit Profil (Crossing Jordan, Fernsehserie, Folge 3x08)
- 2004: Cold Case – Kein Opfer ist je vergessen (Cold Case, Fernsehserie, Folge 2x02)
- 2005–2007: Desperate Housewives (Fernsehserie, 5 Folgen)
- 2005: Dr. House (House, M.D., Fernsehserie, Folge 1x08 Geiz ist Gift)
- 2006: Grandma’s Boy
- 2008: Jenseits der Gleise (The Other Side of the Tracks)
- 2009: Der Kaufhaus Cop (Paul Blart: Mall Cop)
- 2009: Pippa Lee (The Private Lives of Pippa Lee)
- 2010: Hot in Cleveland (Fernsehserie, Folge 1x06)
- 2011: Our Idiot Brother
- 2011: Elevator – Der Feind in meinem Fahrstuhl (Elevator)
- 2012: The Mob Doctor (Fernsehserie, Folge 1x07)
- 2014: Mercy – Der Teufel kennt keine Gnade (Mercy)
- 2015: Der Kaufhaus Cop 2 (Paul Blart: Mall Cop 2)
- 2015: The Missing Girl

## Broadway
- 1964: The Three Sisters
- 1966: We Have Always Lived in the Castle
- 1969: The Watering Place
- 1975: Kennedy’s Children
- 1997: The Young Man from Atlanta

## Auszeichnungen (Auswahl)
- 1961: Oscar-Nominierung in der Kategorie Beste Nebendarstellerin für Das Dunkel am Ende der Treppe
- 1963: Oscar-Nominierung in der Kategorie Beste Nebendarstellerin für Süßer Vogel Jugend
- 1961: Golden-Globe-Award-Nominierung in der Kategorie Beste Nachwuchsdarstellerin für Das Dunkel am Ende der Treppe
- 1961: Golden-Globe-Award-Nominierung in der Kategorie Beste Nebendarstellerin für Das Dunkel am Ende der Treppe
- 1963: Golden-Globe-Award-Nominierung in der Kategorie Beste Nachwuchsdarstellerin für Süßer Vogel Jugend
- 1996: Golden Globe Award in der Kategorie Beste Hauptdarstellerin – Mini-Serie oder TV-Film für Unter Anklage – Der Fall McMartin
- 1981: Primetime-Emmy-Nominierung in der Kategorie Beste Nebendarstellerin in einer Miniserie oder einem Fernsehfilm für Das Mädchenorchester von Auschwitz
- 1988: Primetime Emmy in der Kategorie Beste Gastdarstellerin in einer Dramaserie für Die besten Jahre
- 1989: Primetime-Emmy-Nominierung in der Kategorie Beste Gastdarstellerin in einer Dramaserie für Der Equalizer
- 1990: Primetime-Emmy-Nominierung in der Kategorie Beste Gastdarstellerin in einer Dramaserie für Die besten Jahre
- 1992: Primetime-Emmy-Nominierung in der Kategorie Beste Gastdarstellerin in einer Dramaserie für Law & Order
- 1995: Primetime Emmy in der Kategorie Beste Gastdarstellerin in einer Dramaserie für New York Cops: NYPD Blue
- 1995: Primetime Emmy in der Kategorie Beste Nebendarstellerin in einer Miniserie oder einem Fernsehfilm für Unter Anklage – Der Fall McMartin
- 2006: Primetime-Emmy-Nominierung in der Kategorie Beste Gastdarstellerin in einer Comedyserie für Desperate Housewives
- 1982: Goldene-Himbeere-Nominierung in der Kategorie Schlechteste Nebendarstellerin für Endlose Liebe